# Louis de Rouvroy
Louis de Rouvroy (francès: Louis de Rouvroy, duc de Saint-Simon)  (París, 16 de gener de 1675 - París, 2 de març de 1755), més conegut com a duc de Saint-Simon, va ser un polític, memorialista i historiador francès del segle xviii, d'excepcional agudesa psicològica i poques llibertat de ploma. Va ser el segon Duc de Saint-Simon i als catorze anys va escriure el seu primer relat, en què descrivia els funerals de la delfina de Baviera.

## Biografia
Va ser fill únic de Claude de Rouvroy, duc de Saint-Simon, i de la seva segona esposa, Charlotte de l'Aubespine, i va néixer quan l'ancià duc tenia 68 anys. Li van donar en la seva joventut el títol de Vidam de Chartres i va rebre de la seva mare una educació acurada, tot i que austera; aviat va fer amistat amb Felip d'Orleans, duc de Chartres, futur regent, qui haurà de transformar-se en el seu protector i serà fonamental en la seva carrera política.
En 1691, quan el seu pare ja tenia 86 anys, es va establir en un modest Hôtel particulier (hotel privat) de Versalles i va intrigar en la Cort per ingressar en els Mosqueters; va aconseguir ser presentat a Lluís XIV. Va començar així la seva carrera militar i va participar en el setge de Namur i en la batalla de Neerwinden; poc temps després el rei li va donar el comandament de la tercera companyia de cavalleria del Royal Roussillon.
El seu pare va morir a l'abril de 1693, de manera que es va convertir en duc i par de França als 18 anys. Poc temps després el nou duc va comprar el Regiment de Carrabiners Reials, convertint-se així en mestre de camp, per més que les seves responsabilitats militars passessin a un segon lloc davant dels assumptes cortesans. A l'any següent, al juliol de 1694, va començar a escriure les seves famoses Memòries, que després reprendria en 1739.
En 1695, es va casar amb Marie-Gabrielle d'Durfort de Lorges, filla gran del mariscal Guy Aldonce II de Durfort, comandant de les campanyes del Rin, i en 1696 va néixer la seva primera filla, Charlotte; seguir Jacques-Louis (1698) i Armand (1699). La mediocritat dels seus fills va defraudar el seu orgull aristocràtic, el que li va fer esmentar-tot just en les seves Memòries i sempre amb desil·lusió i pena.